# Współczesna rodzina

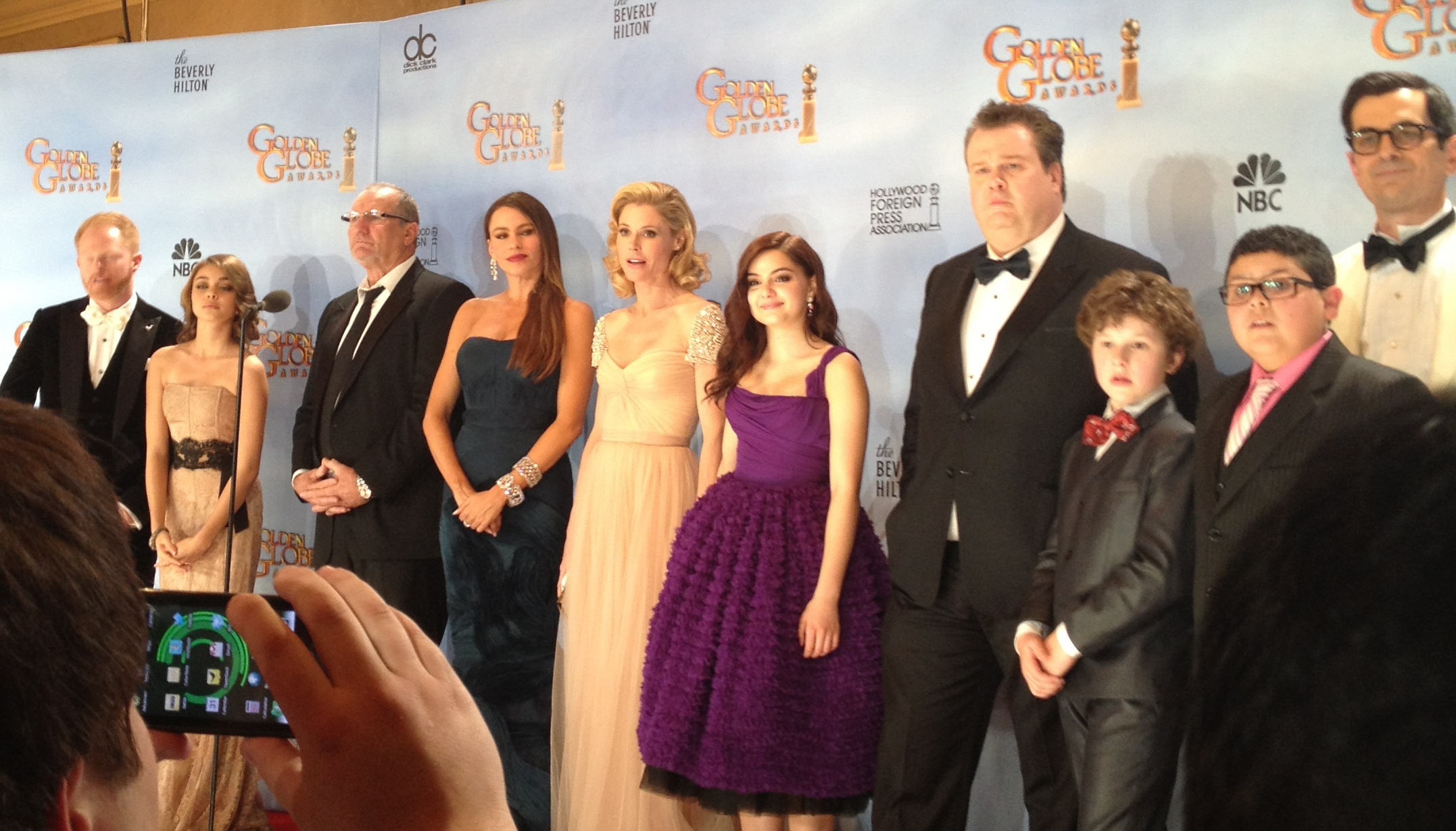
Obsada serialu (2012)

Współczesna rodzina (ang. Modern Family) – amerykański fabularny serial komediowy wyprodukowany przez Fox Television Studios, emitowany na antenie ABC w latach 2009–2020 i trwający łącznie 11 sezonów. Początkowe sezony spotkały się z bardzo pozytywną reakcją zarówno publiczności, jak i krytyków, dalsze miały mieszane recenzje.

## Fabuła
Współczesna rodzina opowiada historie rodziny Jaya Pritchetta (Ed O’Neill), jego córki Claire Dunphy (Julie Bowen) oraz jego syna, Mitchella Pritchetta (Jesse Tyler Ferguson), mieszkających w Los Angeles. Claire jest żoną Phila (Ty Burrell) i matką trójki dzieci: Haley (Sarah Hyland), Alex (Ariel Winter) i Luke'a (Nolan Gould). Jay ożenił się z dużo młodszą Glorią (Sofía Vergara), z którą wychowuje jej syna z pierwszego związku, Manny'ego (Rico Rodriguez), a potem rodzi im się syn, Joe. Mitchell jest gejem i wspólnie ze swoim partnerem, Cameronem Tuckerem (Eric Stonestreet), wychowują adoptowaną córkę, Lily Tucker-Pritchett (Aubrey Anderson-Emmons).

## Obsada

### Rodzina Delgado-Pritchettów
- Jay Pritchett – Ed O’Neill
- Gloria Delgado-Pritchett z d. Ramirez – Sofía Vergara
- Manuel "Manny" Delgado – Rico Rodriguez
- Fulgencio "Joe" Pritchett – Jeremy Maguire

### Rodzina Dunphych
- Claire Dunphy z d. Pritchett – Julie Bowen
- Phil Dunphy – Ty Burrell
- Haley Dunphy – Sarah Hyland
- Alex Dunphy – Ariel Winter
- Lucas "Luke" Dunphy – Nolan Gould

### Rodzina Pritchettów i Tuckerów
- Mitchell "Mitch" Pritchett – Jesse Tyler Ferguson
- Cameron "Cam" Tucker – Eric Stonestreet
- Lily Tucker-Pritchett – Aubrey Anderson-Emmons

### Inne postacie
- Dylan – Reid Ewing
- DeDe Pritchett z d. Williams – Shelley Long
- Javier Delgado – Benjamin Bratt
- Frank Dunphy – Fred Willard
- Barbra "Barb" Tucker – Celia Weston
- Merle Tucker – Barry Corbin
- Pam Tucker – Dana Powell
- Donnie Pritchett – Jonathan Banks
- Pilar Ramirez – Elizabeth Peña
- Sonia Ramirez – Stephanie Beatriz
- Andy – Adam DeVine

## Emisja w Polsce
W Polsce premiera serialu nastąpiła 3 maja 2010 roku na kanale HBO Comedy.
Serial był również emitowany przez stację HBO, HBO 2, HBO 3, Fox, TVP2, TVP Seriale i Fox Comedy

## Spis serii
| Seria | Seria                  | Odcinki                | Odcinki                | Premierowa emisja | Premierowa emisja | Premierowa emisja | Premierowa emisja | Premierowa emisja | Premierowa emisja                                   |
| Seria | Seria                  | Odcinki                | Odcinki                | Premiera serii    | Finał serii       | Dystrybucja       | Premiera serii    | Finał serii       | Dystrybucja                                         |
| ----- | ---------------------- | ---------------------- | ---------------------- | ----------------- | ----------------- | ----------------- | ----------------- | ----------------- | --------------------------------------------------- |
|       | 1                      | 1–24                   | 24                     | 23 września 2009  | 19 maja 2010      | ABC               | 3 maja 2010       | 23 czerwca 2010   | HBO Comedy                                          |
|       | 2                      | 25–48                  | 24                     | 22 września 2010  | 25 maja 2011      | ABC               | 1 lutego 2011     | 13 lipca 2011     | HBO Comedy                                          |
|       | 3                      | 49–72                  | 24                     | 21 września 2011  | 23 maja 2012      | ABC               | 30 stycznia 2012  | 1 sierpnia 2012   | HBO Comedy                                          |
|       | 4                      | 73–96                  | 24                     | 26 września 2012  | 22 maja 2013      | ABC               | 12 lutego 2013    | 1 sierpnia 2013   | HBO Comedy                                          |
|       | 5                      | 97–120                 | 24                     | 25 września 2013  | 21 maja 2014      | ABC               | 20 marca 2014     | 10 lipca 2014     | HBO Comedy                                          |
|       | 6                      | 121–144                | 24                     | 24 września 2014  | 20 maja 2015      | ABC               | 3 lutego 2015     | 25 czerwca 2015   | HBO Comedy                                          |
|       | 7                      | 145–166                | 22                     | 23 września 2015  | 18 maja 2016      | ABC               | 3 lutego 2016     | 24 czerwca 2016   | HBO Comedy (odcinki 145–156) HBO3 (odcinki 157–166) |
|       | 8                      | 167–188                | 22                     | 21 września 2016  | 17 maja 2017      | ABC               | 27 stycznia 2017  | 23 czerwca 2017   | HBO3                                                |
|       | 9                      | 189–210                | 22                     | 27 września 2017  | 16 maja 2018      | ABC               | 2 lutego 2018     | 29 czerwca 2018   | HBO3                                                |
|       | 10                     | 211–232                | 22                     | 26 września 2018  | 8 maja 2019       | ABC               | 10 lutego 2019    | 14 lipca 2019     | HBO3                                                |
|       | 11                     | 233–250                | 18                     | 25 września 2019  | 8 kwietnia 2020   | ABC               | 9 lutego 2020     | 7 czerwca 2020    | HBO3                                                |
|       | Współczesne pożegnanie | Współczesne pożegnanie | Współczesne pożegnanie | 8 kwietnia 2020   | 8 kwietnia 2020   | ABC               | 20 listopada 2020 | 20 listopada 2020 | FOX Comedy                                          |

## Adaptacje
- Chile: Stacja MEGA jako pierwsza na świecie zakupiła prawa do produkcji własnej wersji Współczesnej rodziny. Serial zatytułowano Familia Moderna[11]. Wersja ta różni się od oryginału jedną kwestią. Dziecko odpowiedników Mitchella i Camerona nie jest adoptowane. Jeden z nich jest biologicznym ojcem[12].

- Grecja: Stacja Mega Channel zakupiła prawa do własnej wersji serialu, pod tytułem Moderna Oikogeneia. Grecka wersja zadebiutowała 20 marca 2014[13][14].

- Iran: Stacja Islamic Republic of Iran Broadcasting wyprodukowała własną wersję serialu, zatytułowanego Haft Sang, która swoją premierę miała 30 czerwca 2014 roku. Homoseksualny związek Mitchella i Camerona zastąpiono heteroseksualną parą[15]. Postać Haley została zastąpiona męskim odpowiednikiem[16]. Nastolatek ma swojego przyjaciela, który w oryginalnej wersji jest odpowiednikiem Dylana[17].

## Nagrody
Serial tuż po premierze został ogłoszony jednym z najlepszych debiutów telewizyjnego sezonu 2009/2010. W związku z tym, że jest ceniony przez krytyków, zdobył też 17 nagród z 47 nominacji, m.in. 6 nagród Emmy, w tym dla Najlepszego serialu komediowego, Najlepszego scenariusza komediowego oraz Najlepszego aktora drugoplanowego w serialu komediowym.

### Złote Globy
Serial w przeciągu dwóch sezonów zdobył 4 nominacje do Złotych Globów – dwukrotnie w kategorii najlepszy serial komediowy lub musical i dwukrotnie w kategoriach aktorskich. Do tej pory nie zdobył żadnej statuetki.
| Rok  | Kategoria                                                                     | Nominowany(a)    | Rezultat   |
| ---- | ----------------------------------------------------------------------------- | ---------------- | ---------- |
| 2010 | Najlepszy serial komediowy lub musical                                        |                  | Nominowany |
| 2011 | Najlepszy serial komediowy lub musical                                        |                  | Nominowany |
| 2011 | Najlepszy aktor drugoplanowy w serialu, miniserialu lub filmie telewizyjnym   | Eric Stonestreet | Nominowany |
| 2011 | Najlepsza aktorka drugoplanowa w serialu, miniserialu lub filmie telewizyjnym | Sofía Vergara    | Nominowana |

### Primetime Emmy
W roku 2010 serial był triumfatorem nagród Primetime Emmy w kategoriach serialowych, zdobywając 6 statuetek w najważniejszych kategoriach takich jak: najlepszy serial komediowy, najlepszy aktor drugoplanowy w serialu komediowym, najlepsza reżyseria serialu komediowego, najlepsza obsada serialu komediowego oraz w dwóch innych kategoriach technicznych. Serial pokonał tym samym swojego głównego rywala w starciu o nagrody w kategoriach komediowych, musicalowy serial Glee, ze stajni stacji FOX.
| Rok  | Kategoria                                                                          | Nominowany(i)                               | Odcinek            | Rezultat   |
| ---- | ---------------------------------------------------------------------------------- | ------------------------------------------- | ------------------ | ---------- |
| 2010 | Najlepsza reżyseria serialu komediowego                                            | Richard Berg, Amber Marie-Angelique Haley   | Moon Landing       | Nominowany |
| 2010 | Najlepsza obsada serialu komediowego                                               | Jeff Greenberg                              |                    | Wygrana    |
| 2010 | Najlepsza reżyseria serialu komediowego                                            | Jason Winer                                 | Pilot              | Nominowany |
| 2010 | Najlepszy montaż zdjęć serialu komediowego (kręconego jedną bądź wieloma kamerami) | Ryan Case                                   | Pilot              | Wygrana    |
| 2010 | Najlepszy montaż zdjęć serialu komediowego (kręconego jedną bądź wieloma kamerami) | Jonathan Maxwell Schwartz                   | Family Portrait    | Nominowany |
| 2010 | Najlepszy aktor drugoplanowy w serialu komediowym                                  | Jesse Tyler Ferguson                        | Family Portrait    | Nominowany |
| 2010 | Najlepszy aktor drugoplanowy w serialu komediowym                                  | Eric Stonestreet                            | Fizbo              | Wygrana    |
| 2010 | Najlepszy aktor drugoplanowy w serialu komediowym                                  | Ty Burrell                                  | Game Changer       | Nominowany |
| 2010 | Najlepsza aktorka drugoplanowa w serialu komediowym                                | Julie Bowen                                 | My Funky Valentine | Nominowana |
| 2010 | Najlepsza aktorka drugoplanowa w serialu komediowym                                | Sofía Vergara                               | Not in My House    | Nominowana |
| 2010 | Najlepszy gościnny występ aktora w serialu komediowym                              | Fred Willard                                | Travels with Scout | Nominowany |
| 2010 | Najlepszy serial komediowy                                                         |                                             |                    | Wygrana    |
| 2010 | Najlepszy montaż serialu półgodzinnego dramatycznego, komediowego lub animacji     | Stephen Tibbo, Brian R. Harman, Dean Okrand | En Garde           | Wygrana    |
| 2010 | Najlepszy scenariusz serialu komediowego                                           | Steven Levitan, Christopher Lloyd           | Pilot              | Wygrana    |

### Nagroda Ewwy
| Rok  | Kategoria                                         | Nominowany(i)     | Rezultat   |
| ---- | ------------------------------------------------- | ----------------- | ---------- |
| 2010 | Najlepszy aktor w serialu komediowym              | Ed O’Neill        | Wygrana    |
| 2010 | Najlepszy aktor drugoplanowy w serialu komediowym | Rico Rodriguez II | Nominowany |